# 谷川寛三
谷川 寛三（たにがわ かんぞう、1920年6月24日 - 2015年11月30日）は、日本の官僚、政治家。元自由民主党参議院議員・衆議院議員。元科学技術庁長官。位階は従三位。

## 来歴・人物
高知県出身。高知高等学校を経て、東京帝国大学法学部政治学科卒業後の1943年、大蔵省に入省。主税局国税第一課に配属。1946年2月、松本税務署長。主計局主計官（法規課）、主計局主計官（運輸、国鉄、専売、電信電話、郵政担当）、主計局主計官（大蔵、文部、科学技術担当）などを経て、1963年5月 国税庁長官官房総務課長。1965年6月18日、関東信越国税局長。1967年8月4日、銀行局検査部長。1968年6月15日、理財局次長（国有担当）。1969年8月15日、東京国税局長。1970年6月16日、関税局長。1971年10月、退官。1976年の衆議院議員選挙に高知全県区から出馬し初当選。再選を目指した1979年の総選挙で落選したため、1980年に参議院議員に鞍替え。当選2回。
自民党内では福田→安倍→三塚派に所属。参議院農林水産委員長、参議院地方行政委員長を経て1991年11月から1992年12月まで宮澤内閣の科学技術庁長官を務めた。1992年政界引退。この時の選挙では、小沢一郎が側近の平野貞夫（同じ高知県出身）を出馬させるために、谷川を出馬断念に追い込んだといわれている。1993年、勲一等瑞宝章受章。
一般財団法人アジア会館会長、東京フード製菓中医薬専門学校の学校長も務めた。
2015年11月30日、老衰のため死去。95歳没。没後従三位追贈。

## 大蔵省同期
入省同期に、高木文雄、橋口収、山下元利、木野晴夫（北海道財務局長、衆議院議員）

## 当選同期
愛知和男・中村喜四郎・鳩山邦夫・西田司・中島衛・池田行彦・堀内光雄・相沢英之・津島雄二・鹿野道彦・塚原俊平・中西啓介・与謝野馨・渡辺秀央・中川秀直。